# Herinneringsmedaille ter gelegenheid van de Olympische Ruiterwedstrijden te Stockholm
Ruitersport is een onderdeel van de Olympische Spelen. Prins Bernhard der Nederlanden was daarbij enige malen aanwezig, hij was een goed ruiter en interesseerde zich vooral voor de military en de dressuur. Zoals veel voorname gasten en organisatoren ontving hij een Herinneringsmedaille ter gelegenheid van de Olympische Ruiterwedstrijden te Stockholm.
- Zie ook de Lijst van onderscheidingen van prins Bernhard der Nederlanden